# Pellenes grammaticus
Pellenes grammaticus là một loài nhện trong họ Salticidae.
Loài này thuộc chi Pellenes. Pellenes grammaticus được Ralph Vary Chamberlin miêu tả năm 1925.